# Szamojédek

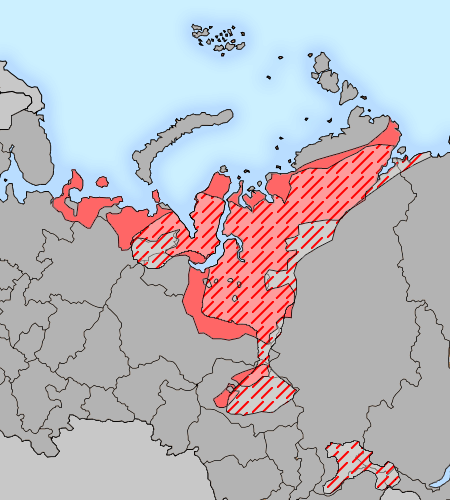
A szamojéd nyelveket beszélő népek földrajzi eloszlása a 17. és a 20. században

A szamojédek Oroszország északi részén szétszórtan élő, szamojéd nyelveket beszélő népek elnevezése. A finnugor népek mellett az uráli népek másik ágát a szamojédek alkotják, távoli rokonaik az obi-ugorok (hantik és manysik). 

## A szamojéd népek

### Északi szamojédek
- nyenyecek, 40 ezer fő
- enyecek, 250 fő
- nganaszanok, 800 fő

### Déli szamojédek
- szölkupok, 4200 fő
- szajáni szamojédek: kamaszinok, matorok, kojbalok (a szajáni nyelvek mára kihaltak, a három szajáni törzs asszimilálódott az orosz népbe).[1]